# 大阪府道5号大阪港八尾線
大阪府道5号大阪港八尾線（おおさかふどう5ごう おおさかこうやおせん）は、大阪府大阪市港区から同府八尾市に至る主要地方道に指定された府道である。

## 概要
もともと大阪府道5号線は1984年（昭和59年）3月 - 1993年（平成5年）3月までは川西園部線（兵庫県道39号、京都府道42号）だったが、国道477号昇格により欠番になっていた。現在の主要地方道大阪港八尾線は1994年（平成6年）4月1日に制定された。
大阪市港区から大正区に架かるなみはや大橋は、かつては一般有料道路だったが、2014年（平成26年）4月1日に無料開放された。

### 路線データ
- 起点：大阪府大阪市港区築港（築港東交差点、国道172号交差点）
- 終点：大阪府八尾市服部川（平田川東交差点、国道170号交差点）

## 歴史
- 1993年（平成5年）5月11日 - 建設省（現・国土交通省）から、一般府道大阪羽曳野線の一部・一般府道加美旭町久宝寺線・一般府道住吉八尾線の一部・一般府道服部川久宝寺線・一般府道八尾停車場線の一部が大阪港八尾線として主要地方道に指定される[2]。
- 1994年（平成6年）4月1日 - 大阪府が主要地方道5号大阪港八尾線を認定。

## 路線状況

### 通称
- 海岸通
- 大正通
- 南港通

### 重複区間
- 大阪府道29号大阪臨海線（大阪市西成区南津守・南津守交差点 - 大阪市住之江区北加賀屋・北加賀屋郵便局前交差点）
- 国道479号（大阪市平野区流町・流町1交差点 - 大阪市平野区平野元町・平野馬場東交差点）
- 国道25号（大阪市平野区平野元町・平野馬場東交差点 - 大阪市平野区平野東・平野東1交差点）

## 地理

### 通過する自治体
- 大阪府
- 大阪市（港区 - 大正区 - 西成区 - 住之江区 - 住吉区 - 阿倍野区 - 東住吉区 - 平野区） - 八尾市

### 交差する道路
大阪市
- 国道172号（大阪市港区築港、築港東交差点）
- 大阪府道173号大阪八尾線（大阪市大正区南恩加島・大運橋交差点）
- 大阪府道29号大阪臨海線（大阪市西成区南津守・南津守交差点）
- 大阪府道29号大阪臨海線（大阪市住之江区北加賀屋・北加賀屋郵便局前交差点）
- 阪神高速道路15号堺線 玉出入口
- 国道26号（大阪市西成区玉出西・玉出交差点）
- 大阪府道30号大阪和泉泉南線（大阪市阿倍野区播磨町・播磨町交差点）
- 大阪府道28号大阪高石線（大阪市阿倍野区西田辺町・西田辺駅前交差点）
- 大阪府道26号大阪狭山線（大阪市東住吉区東田辺・東住吉区役所前交差点）
- 阪神高速14号松原線 駒川出入口（大阪市東住吉区駒川）
- 国道309号（大阪市平野区背戸口・平野区役所前交差点）
- 阪神高速14号松原線 平野出入口・国道479号・大阪府道186号大阪羽曳野線（大阪市平野区流町・流町1交差点）
- 国道25号（国道165号 重複）・国道479号（大阪市平野区平野元町・平野馬場東交差点）
- 大阪府道159号平野守口線（大阪市平野区平野元町・平野元町交差点）
- 国道25号（国道165号 重複）（大阪市平野区平野東・平野東1交差点）

八尾市
- 大阪府道2号大阪中央環状線（八尾市神武町・神武町交差点）
- 近畿自動車道 八尾IC
- 大阪府道179号住吉八尾線（八尾市南久宝寺・久宝寺交差点）
- 大阪府道2号大阪中央環状線（八尾市高町・八尾高校前交差点）
- 大阪府道178号八尾停車場線（八尾市光南町・光南町北交差点）
- 大阪府道174号八尾道明寺線（八尾市青山町・青山町交差点）
- 大阪府道15号八尾茨木線（八尾市山本町南・五月橋交差点）
- 国道170号 新道（八尾市東山本新町・平田川交差点）
- 国道170号 旧道（八尾市服部川・平田川東交差点、終点）

### 沿線
- 大阪港
- 天保山
- 天保山ハーバービレッジ
  - 海遊館
  - 大阪文化館・天保山
- イケア鶴浜
- 千本松大橋（通称・眼鏡橋。府道5号は木津川の両側で720度ループを描く）
  - 千本松渡船場
- 玉出駅
- 塚西停留場
- 姫松停留場
- 西田辺駅
- 駒川中野駅
- 平野区役所
- 平野駅
- 加美駅
- 新加美駅
- 久宝寺緑地
- 大阪府立八尾高等学校
- 八尾市役所
- 大阪府中河内府民センター